# Tecoxco
Tecoxco är en ort i Mexiko.   Den ligger i kommunen Zongolica och delstaten Veracruz, i den sydöstra delen av landet, 240 km öster om huvudstaden Mexico City. Tecoxco ligger 1 224 meter över havet och antalet invånare är 228.
Terrängen runt Tecoxco är kuperad norrut, men söderut är den bergig. Terrängen runt Tecoxco sluttar österut. Runt Tecoxco är det ganska tätbefolkat, med 155 invånare per kvadratkilometer. Närmaste större samhälle är Córdoba, 19,0 km norr om Tecoxco. I omgivningarna runt Tecoxco växer i huvudsak städsegrön lövskog.